# Medaille ter Herinnering aan de Oorlogen van 1848-1850 en 1864
De Deense Medaille ter Herinnering aan de Oorlog van 1848-1850/1864 (Deens: "Krigsmindenmedaille 1848-50/1864") werd pas na 1875 ontworpen en in dat jaar werden drieduizend van deze medailles geslagen.
De aanleiding waren de oorlogen van 1848-1850, de Eerste Duits-Deense Oorlog met Pruisen en de oorlog van 1864, de Tweede Duits-Deense Oorlog waarin Denemarken tegenover de Duitse Bond stond. In 1864 werd de aanmaak van een medaille met gespen voor de veldslagen bij Sankelmark, Mysunde en Dybbøl bevolen maar ook deze werd uiteindelijk niet uitgereikt. Inzet van de oorlogen was de troonopvolging in Sleeswijk-Holstein en de geldigheid van Deens recht in het door de Deense koning geregeerde hertogdom dat deel uitmaakte van de Duitse Bond.
De medailles van 1848 zouden aan de soldaten aan het front worden uitgereikt maar in 1851 werd besloten de aangemaakte bronzen medailles weer om te smelten. In 1872 vroegen de in een "komite under våbenbrødreforeningens" verenigde veteranen om een herinneringsmedaille. De Deense regering kwam in juni 1875 aan deze vraag tegemoet en kende in februari 1877 veertigduizend medailles toe. Voor deelname aan de Tweede Duits-Deense Oorlog werden achtenvijftigduizend medailles toegekend.
De 3000 nog levende veteranen die in de beide oorlogen met Duitsland in 1848/50 en 1864 hadden gevochten ontvingen een speciale medaille, de Medaille ter Herinnering aan de Oorlogen van 1848-1850 en 1864. Op deze bronzen medaille staan de twee regerende koningen Christiaan IX (regeerde 1863 tot 1906) en Frederik VII (regeerde van 1848 tot 1863) afgebeeld boven een lauwertak, het lint heeft twee witte strepen.
Op de keerzijde staat het omschrift "FOR DEELTAGELSKE I KRIGEN" rond de jaartallen "1848-50 1864"
Beide bronzen medailles werden in Parijs geslagen. Ze werden aan een bronzen beugel vastgemaakt die de verbinding met het lint vormt.
Medailles van Verdienste ·
Medaille voor Langdurige Dienst ·
Medaille "Ingenio et Arti" ·
Medaille voor Nobele Daden ·
Ereteken van het Deense Rode Kruis ·
Medaille van Verdienste voor de Groenlandse Onafhankelijkheid ·
Herinneringsmedaille aan de 70e Verjaardag van Hare Majesteit Koningin Margrethe
Herinneringsmedaille aan de 75e Verjaardag van Prins Henrik

Zie ook: Historische Orden van Denemarken · Onderscheidingen in Denemarken